# Congothrissa gossei
Congothrissa gossei és una espècie de peix pertanyent a la família dels clupeids i l'única del gènere Congothrissa.

## Descripció
- Pot arribar a fer 3,5 cm de llargària màxima.
- 12-18 radis tous a l'aleta dorsal i 16-27 a l'anal.[2][3]

## Alimentació
Menja gambetes i larves de mosquits i quironòmids.

## Hàbitat
És un peix d'aigua dolça, pelàgic i de clima tropical (7°N-2°S).

## Distribució geogràfica
Es troba a Àfrica: conca del riu Congo.

## Observacions
És inofensiu per als humans.